# شبكة خطوط حافلات وهران
شبكة خطوط حافلات وهران هي شبكة بطول 175 كم تعبر مدينة وهران وتمتلك ولاية وهران أحد أكبر خطوط الحافلات في الجزائر. تُعدّ جزءًا أساسيًا من نظام النقل العام في ثاني أكبر مدن الجزائر، حيث تُسهم في ربط أحياء المدينة وضواحيها، وتلبية احتياجات التنقل للسكان والزوار. تُشرف على تشغيل هذه الشبكة مؤسسات عمومية وخاصة، بما في ذلك مؤسسة النقل الحضري وشبه الحضري لوهران، بالتعاون مع شركات خاصة. تتكون الشبكة من عدة خطوط تخدم أحياء في مناطق رئيسية مثل المدينة الجديدة، السانية، وجامعة العلوم والتكنولوجيا (USTO)، مع محطات مركزية مثل محطة الباهية. شهدت الشبكة تطويرا في عدد الخطوط واستحداث أخرى جديدة، خاصة خلال ألعاب البحر الأبيض المتوسط 2022.
تُشرف مديرية النقل بالولاية على مراقبة وتنظيم خدمات النقل من خلال فتح المجال أمام مساهمة القطاع الخاص وتطبيق جملة من الإصلاحات الرامية إلى ضمان كفاءة واستدامة منظومة النقل الحضري. وتُنجز المخططات المتعلقة بتنظيم النقل كلما تطلب الأمر ذلك، تبعًا لتوسع المدينة وتطور حاجياتها. ومن المرتقب أن يُشرع، خلال سنة 2025، في تنفيذ مخطط نقل جديد يشمل تنظيم خطوط الحافلات وتجديد الحظيرة، إلى جانب إعادة توزيع الخطوط وفقًا للاحتياجات المسجَّلة، وتعزيز النقل العمومي، وتسهيل حركة السير داخل المدينة. يأتي هذا المخطط في سياق يسوده اعتماد واسع على الحافلات الخاصة وتراجع في ظروف النقل الحضري وشبه الحضري.
لم يتغير كثيرا سعر التذاكر حاليا هو 20 دج للخطوط القصيرة و 30 دينار للخطوط الطويلة.

## نقل وهران
كل خطوط النقل في وهران بالتفصيل
| الخط   | المسار | ملاحظات                              |
| ------ | --- | ------------------------------------ |
| 2      | حاسي بونيف - محطة تانية لاميري - معهد التكوين المهني - قاريطة - سيدي معروف - حي الصباح - مستشفى 1 نوفمبر - حي جمال الدين - الدار البيضاء - كاسطور - الإذاعة - لاكزورو - الحمري - لاجونص الحمري                | -                                    |
| 3      | بلاطوا - متحف أحمد زبانة - القصبة - الحمري - الأمير - السانية شرق - السانية وسط - عيادة قارة | -                                    |
| 6      | ساحة مقراني (شارع معطا) - شوبو - مارافال - حي الزيتون (ميجد بن عيشة) |                                      |
| 8      | مدينة الجديدة - محطة الباهية - عدل 1300 الحاسي | -                                    |
| 11     | ساحة مقراني (شارع معطا) - ساحة قرقيطة - شارع العربي بن مهيدي - ثانوية العقيد لطفي - قمبيطة - أشلام (HLM) - دوار المرشد - جامعة العلوم والتكنولوجيا (USTO)- حي الصباح - محطة حي الصباح                         | -                                    |
| 14     | دار الحياة - وسط المدينة سونالغاز - مرسى الكبير | -                                    |
| 16     | عين البيضاء - محطة القطار ببلاطو - شوبو | -                                    |
| 17     | ساحة مقراني (شارع معطا) - ساتاتوان - الكميل- طورو - حي اللوز - البلدية - كوكا | -                                    |
| 18     | عدل عين بيضاء وسط - يغمراسن- لا قلاسيار (glacière) - شكيب أرسلان - سيد الهواري | -                                    |
| 23     | بتي لاك - الحمري - المدينة الجديدة - ماريا (لابيشري) | -                                    |
| 28     | عين البيضاء وسط - مقبرة عين البيضاء - شكيب أرسلان- قصر الرياضة | -                                    |
| 29     | ساحة قرقيطة - البلاطو - دوار الباهية - البركي | يتقاطع مع خطوط أخرى                  |
| 31     | ساحة مقراني (شارع معطا) - قمبيطا - حي الصديقية - دوار بلقايد |                                      |
| 32     | ساحة قرقيطة - حي الأرض الكبير - البركي - حي الأمير عبد القادر (saint remy) |                                      |
| 34     | 200 - شونتي - السانية - جامعة العلوم الإجتماعية (IGMO)- حي 2000 - المعهد الوطني للتعليم العالي في الطب(inesm)- شرفاوي(ensep) - مدينة الجديدة - ساحة مقراني (شارع معطا)                                        | -                                    |
| 37     | ساحة مقراني (شارع معطا) - ساتاتوان - حي الكميل - طورو - حي اللوز- الحاسي | -                                    |
| 38     | محطة الباهية - حي النخيىل - حي مارافال - كوكا - مسرغين - حي رابح مسرغين | -                                    |
| 39     | قصر الرياضة - بلاطو - البركي - فلاوسن - الأمير عبد القادر (st remy) - حي النجمة | -                                    |
| 41     | أشلام (HLM) - عدل المشتلة - بئر الجير - سيدي البشير |                                      |
| 42     | حاسي بونيف - دوار بوجمعة - بئر الجير - عدل المشتلة بيبنيار - دوار المرشد - أشلام (HLM) | -                                    |
| 43     | حي الشهيد محمود (بوجمعة) - بئر الجير - دوار المشتلة - حي عدل - جامعة ع ت (USTO) - حي الصباح - حي الياسمين - المستشفى الجامعي أول نوفمبر - حي جمال - دوار الباهية - الحمري - مدينة جديدة - ساحة 19 جوان (roux) | أحيانًا يمر عبر أرديس بدلاً من بيبنيار |
| 49     | الباهية - بتيلاك - تريڨو - باستي - بلاطو - مدينة جديدة | -                                    |
| 50     | حياة ريجنسي - سكنات البي بي - مدينة الجديدة - ثانوية لطفي |                                      |
| 51     | قصر الرياضة - جامعة العلوم والتكنولوجيا (USTO) - حي الصباح |                                      |
| 52     | حياة ريجنسي - سكنات البي بي - مدينة الجديدة - ثانوية لطفي |                                      |
| 53     | 4400 مسكن ببلقايد - 2000 مسكن - ملعب ميلود هدفي - نهج الألفية - بئر الجير - مفترق المشتلة - دوار المرشد - اشلام (HLM) - قمبيطة - مقر الولاية - الإذاعة - محطة النقل القديمة بالحمري                           |                                      |
| 58     | أديال مسرغين - الباهية | -                                    |
| 59     | سيد الشحمي - الأمير - المدينة الجديدية | غير محدد                             |
| 61     | حي الصباح - الملعب الجديد (ميلود هدفي) - جامعة بلقايد | غير محدد                             |
| 69     | قصر الرياضات - حي النجمة (شطيبو) - البرية | -                                    |
| 79     | وادي تليلات - الكرمة - حي الأمل - البركي - دوار الباهية - الأمير - ريتاج - ملعب أحمد زبانة - الحمري - مديوني - مدينة الجديدة - المستشفى الجامعي بلاطو - محطة القطار                                           | تديره شركة خاصة                      |
| 89     | طافراوي - محطة الباهية |                                      |
| 90     | حي الصباح - سيدي معروف - قريطة - حاسي بونيف - حاسي عامر - فلوريس - بن فريحة - بوفاطيس | خط جديد                              |
| 97     | محطة القطار - مدينة الجديدة (Roux) - الحمري - رتاج مول - الأمير عبد القادر - الباهية - الكرمة - حي السلام | -                                    |
| 101    | نهج الألفية - الصديقية - الشيراطون - قمبيطة - طنجاوي - ميرامار - ساحة مقراني (شارع معطا) | -                                    |
| 102    | دار الحياة - الحمري - حي البلاطوا - مقر الولاية - قمبيطة - أشلام (HLM) - دوار المرشد - عيادة نقاش - جامعة العلوم والتكنولوجيا (USTO)- حي الصباح - حي الياسمين - حي النور                                      | -                                    |
| A      | حي اللوز - الكميل طورو - الحمري - قمبيطة (متوسطة طنجاوي) | -                                    |
| B      | حي اللوز - بيتي - لاقلاصيار - مارافال - لوريروز - شرفاوي - مديوني - ملعب أحمد زبانة - حديقة التسلية - تيريقو - باستي - كاسطور - دار البيضاء - صوداريش - تربيعة - أشلام (HLM) - حي الصديقية                    | -                                    |
| H      | الصخرة (rochet) - حي اللوز - مارافال - لانساب (ensep) -حي الأمير - الباهية - حي جمال الدين - مستشفى حي الصباح - حي الياسمين - سكنات عدل - الألفية - حي العقيد - كناستال                                       | -                                    |
| P1     | ثانوية العقيد لطفي - قمبيطة - الصديقية - نزل الميريديان - حي عقيد لطفي - كناستال - جامعة بالقايد | -                                    |
| T      | وسط وادي تليلات - القطب العمراني الجديد 3100 مسكن |                                      |
| U      | دار الحياة - بولونجي - شرفاوي(ensep) - القرض الشعبي CPA - المعهد الوطني للتعليم العالي في الطب(inesm) - لانساب (ensep)- جامعة العلوم الإجتماعية (IGMO) - السانية شمال - السانية وسط - الكيمو - عيادة قارة     | -                                    |
| Z      | عدل مسرغين -كوكا - المحور الثالث - الطورو - شارع تلمسان - ساحة أول نوفمبر (Place d'Arme) | غير محدد                             |
| 4G     | يغمراسن - سالاناس - بولونجي - المدينة الجديدة - البلاطوا - الضمان الاجتماعي - التلفزيون الجزائري - الزرع - كاسطور - الدار البيضاء - حي جمال الدين - عيادة نقاش - المرشد - المشتلة - إيسطو - مديرية المجاهدين  | -                                    |
| G52    | المدينة الجديدة - ريتاج مول - الباهية - جامعة العلوم والتكنولوجيا (USTO) - محطة الصباح | -                                    |
| K3     | قصر الرياضات - سان بيار - السانية - دوار حي الأمل - الكرمة | -                                    |
| 2 ETO  | دار الحياة - الحمري - بلاطو - لاكزورا الخضراء - كاسطور - الباهية - حي جمال - المستشفى الجامعي EHU USTO- حي الصباح - سيدي معروف - القاريطة - حاسي بونيف - حاسي عامر - حي محمد بوضياف                           | -                                    |
| 10 ETO | الحمري - وسط المدينة (سونالغاز) - المرسى الكبير - عين الترك - الأندلسيات | -                                    |
| 23 ETO | ساحة أول نوفمبر (Place d'Arme) - مدينة الجديدة - دار الحياة - الحمري - حي الأمير عبد القادر - محطة الباهية | -                                    |
| 53 ETO | جامعة بالقايد - طريق ميلينيوم - بير الجير - محور الدوران المشتلة - المرشد - HLM - قمبيطة - مديرية التعليم - الولاية - التلفزيون الجزائري - صندوق الضمان الاجتماعي - مدينة الجديدة                             | -                                    |
| ETO 54 | 2000 مسكن ببلقايد - دوار الفلاليس - نفس مسار خط P1 حتى ثانوية لطفي - الإذاعة - محطة النقل القديمة بالحمري |                                      |
| 69 ETO | البرية - حاسي البيوض - حي النجمة (شطيبو) - حي الأمير عبد القادر (saint remy) - البركي - دار البيضة - كاسطور - الإذاعة - ليسي تيكنيك - بلاطو - الحمري                                                          | -                                    |

### خطوط محطة حافلات الباهية[6]
| خطوط | إنطلاق             | توقف                                                                     | المحطة النهائية      | ملاحظات  |
| ---- | ------------------ | ------------------------------------------------------------------------ | -------------------- | -------- |
| 13   | مدينة الجديدة      | منتزه الحمري الترفيهي أو تيريقو - ساحة أول نوفمبر                        | محطة الباهية         | غير محدد |
| 103  | جامعة بالقايد      | بئر الجير - كاسطور                                                       | محطة الباهية         | متوقف    |
| 1G   | 4400 مسكن ببلقايد  | الملعب الجديد (ميلود هدفي) - سكنات شارع الأسود دوار الحسناوي - حي الصباح | محطة الباهية         |          |
| 2G   | ثانوية العقيد لطفي | محطة الباهية - طريق الميناء                                              | مقر دائرة وهران      |          |
| 3G   | مدينة الجديدة      | محطة الباهية - البركي - ريجنسي - حي الصباح                               | دوار حسناوي          |          |
| H    | حي بوعمامة         | محطة الباهية                                                             | كاناستيل (حي المنزه) |          |
| S    | دوار بلقايد        | دوار المرشد                                                              | محطة الباهية         |          |